# Gran Premio Città di Rio Saliceto e Correggio 2003
Il Gran Premio Città di Rio Saliceto e Correggio 2003, decima edizione della corsa, si svolse il 19 luglio 2003 su un percorso di 174 km. La vittoria fu appannaggio del tedesco Fabian Wegmann, che completò il percorso in 4h24'05", precedendo il francese Gilles Bouvard e l'italiano Oscar Pozzi.

## Ordine d'arrivo (Top 10)
| Pos. | Corridore           | Squadra                  | Tempo    |
| ---- | ------------------- | ------------------------ | -------- |
| 1    | Fabian Wegmann      | Team Gerolsteiner        | 4h24'05" |
| 2    | Gilles Bouvard      | Jean Delatour            | s.t.     |
| 3    | Oscar Pozzi         | Tenax                    | a 18"    |
| 4    | Daniele Contrini    | Team Gerolsteiner        | s.t.     |
| 5    | Rafael' Nuritdinov  | De Nardi                 | a 31"    |
| 6    | Jurgen Van De Walle | Vlaanderen-T-Interim     | a 39"    |
| 7    | Luca Solari         | Mercatone Uno-Scanavino  | a 42"    |
| 8    | Paolo Lanfranchi    | Ceramiche Panaria-Fiordo | s.t.     |
| 9    | Simone Masciarelli  | Vini Caldirola-So.Di.    | s.t.     |
| 10   | Joseba Albizu       | Mercatone Uno-Scanavino  | s.t.     |